# 何羨録
『何羨録』（かせんろく）は、1723年（享保8年）に書かれた、日本最古とされる釣り専門書。陸奥国弘前藩主津軽家の分家である旗本・黒石津軽家の3代当主津軽采女（うぬめ、津軽政兕）が著したとされる。原本の完成は享保元年ごろに遡るともされる。縦237mmｘ横162ｍｍ　119ページの本。

## 構成
- 上巻：釣り場所編（主に江戸周辺の鉄砲洲 - 芝周辺や、中川周辺のキス釣り場、袖ヶ浦の根など釣り名所ポイントについて詳細に。および青キスと白キスの生息など、釣り対象魚について）
- 中巻：釣り道具編（各種道具の優劣について、個人的趣味とウンチク）
- 下巻：天候編（富士の後ろを雲去りゆくと必ず暴風なり、等当時の天候予測知識や、采女マメ情報など）

## 背景
- 黒石津軽家はそもそも采女の祖父の代に、江戸幕府の命により本家弘前藩の若い藩主の後見役として、また関ヶ原の戦いにおける石田三成と徳川家康の敵対関係にまで根を持つ問題の上で分封成立した背景がある。だがもはや三代目である采女は4千石の高禄を持ちつつも、本藩に対して特段の用もなく、幕府においても非常勤である小普請組所属なのですることもなく、つまり時間を持て余していたらしい。
- 釆女の正妻は吉良義央の次女の阿久利（赤穂事件より前に死去）であり、吉良家とは縁戚関係にあった。采女主従は赤穂浪士討ち入り事件の翌日に朝一番に吉良邸へ駆けつけている。事件による連座、つまり黒石津軽家自体が直接的に減封などの影響を受けることはなかったものの、その後の「世評的に出世の道が途絶えた」ことから余計に（暇になり）釣りに入れ込んだ、という説がある。
- 当時は江戸幕府5代将軍・徳川綱吉の治世であり、社会には動物愛護の法令である生類憐れみの令が施行されていた時期であった。生類憐れみの令は、釣りに関しても数度の法改正のうちに規制対象に加わったらしく、庶民である絵師の英一蝶は釣り罪を咎められ三宅島に流罪にされており、江戸市中では釣り道具の販売すらも公には禁止となっていた。釣りは小動物（魚）への殺生なのは明白なのではあるが、当時の釣り好きの武士たちは「策（仕掛け、ポイント等）を練り、武具（釣り道具）を入念に手入れ、じっと耐え、じっと忍び、本懐を遂げる（釣果を挙げる）。これ武士の修練なり」というようなもっともらしい理由をつけ、これは武家の修行であるので法の対象外である、として、公儀を憚りながらも釣りを続けていたらしい。ただ、法令は徐々に処罰範囲を拡大し、綱吉の政権末期には、釣りをした罪（道具の製造も含む）に問われて処断された武家（旗本）もいる。

## 心情
序文を書き出しておく。この一文に釣りの真髄および、采女の生涯の心情が読み取れる。
以下は意訳である。

「仁者は静を、智者は水を楽しむ」の部分は、『論語』雍也の「子曰 知者楽水 仁者楽山 知者動 仁者静 知者楽 仁者寿」の引用である。
という意味である。
「山を楽しむ」の部分は、釣りの本ゆえに采女は無視している。